# Кожабекова, Айжан Рысбековна
Айжан Рысбековна Ходжабекова (каз. Айжан Қожабекова; род. 18 августа 1995 года) — казахстанская боксёрша.

## Карьера
Заниматься боксом начала в Темиртау, первый тренер — Марат Капдеянов. Также её тренировали Жасоркен Курмашев и Дмитрий Гераськин. В 2012 году завоевала золото на юниорском международном турнире, прошедшем в Сомборе (Сербия).
С 2015 года тренируется в Караганде, тренер — Елдос Сайдалин. Выступает в неолимпийской категории до 57 кг.
На чемпионате мира 2016 года завоевала бронзовую медаль в категории до 57 кг (Право представить Казахстан на чемпионате мира Айжан Кожабекова выиграла в решающем спарринге у другой казахстанки — Сании Султанкызы.).
По итогам 2016 года оказалась на 7-м месте в рейтинге AIBA в категории до 57 кг.
Участвовала в эстафете огня Универсиады 2017.
На чемпионате Казахстана 2017 года в категории до 60 кг завоевала бронзу и не была включена в сборную на чемпионат Азии 2017 года во Вьетнаме.